# فيرفيلد (إنديانا)
بلدة فيرفيلد (بالإنجليزية: Fairfield Township)‏، هي واحدة من خمسة عشرة بلدة في مقاطعة ديكالب، إنديانا. اعتباراً من تعداد عام 2010 كان عدد سكانها 1,368، وكانت تحتوي على
691 وحدة سكنية. تأسست بلدة فيرفيلد في عام 1844.

## الجغرافيا
وفقاً لتعداد عام 2010، تبلغ مساحة البلدة الإجمالية (93.2 كم²)، منها (92.4 كم² أو 99.11%) يابسة و(0.80 كم² أو 0.86%) ماء.